# Nauner
Nauner ist eine osttimoresische Aldeia im Suco Ulmera (Verwaltungsamt Bazartete, Gemeinde Liquiçá). 2015 lebten in der Aldeia 90 Menschen.

## Geographie und Einrichtungen
Nauner liegt im Norden Ulmeras, an der Küste der Straße von Ombai. Westlich befindet sich die Aldeia Fatubesilolo, südlich die Aldeia Neran und östlich die Aldeia Mane-Mori. Entlang der Küste verläuft die Überlandstraße von Dili nach  Vila de Liquiçá. An ihr liegen die Küstenorte Kampungbaru und Palem sowie der Ostteil des Ortes Gerohata, der mit der anderen Hälfte sich in der Aldeia Fatubesilolo befindet.
Am Ostrand von Kampungbaru steht die Kapelle Nossa Senhora Estrela do Mar.

## Politik
2023 wurde Julio Alves Correia zum Chefe de Aldeia gewählt.